# Dolly Alderton
Dolly Alderton (ur. 31 sierpnia 1988 w Londynie) – brytyjska dziennikarka i podkasterka pracująca jako kolumnistka dla tygodniku The Sunday Times, gdzie w latach 2015–2017 była kolumnistką randkową, a w 2020 roku została redaktorką rubryki porad osobistych (ang. agony aunt) i prowadzi własną kolumnę „Dear Dolly”. Na City University of London uzyskała tytuł magistra z zakresu dziennikarstwa. W 2018 opublikowała pamiętnik Wszystko, co wiem o miłości, który został bestsellerem, przetłumaczonym na ponad 20 języków. W tym samym roku znalazła się na liście Forbes 30 Under 30.
Dolly Alderton napisze scenariusz do nadchodzącego miniserialu produkcji Netflixa pt. Duma i uprzedzenie.